# Beta de Brúixola
Beta de Brúixola (β Pyxidis) és un sistema binari situat a la constel·lació de Brúixola. S'estima que és a uns 390 anys llum de la Terra. L'espectre encaixa amb el d'una estrella gegant de classe espectral G7Ib-II.